# Raimund von Stillfried

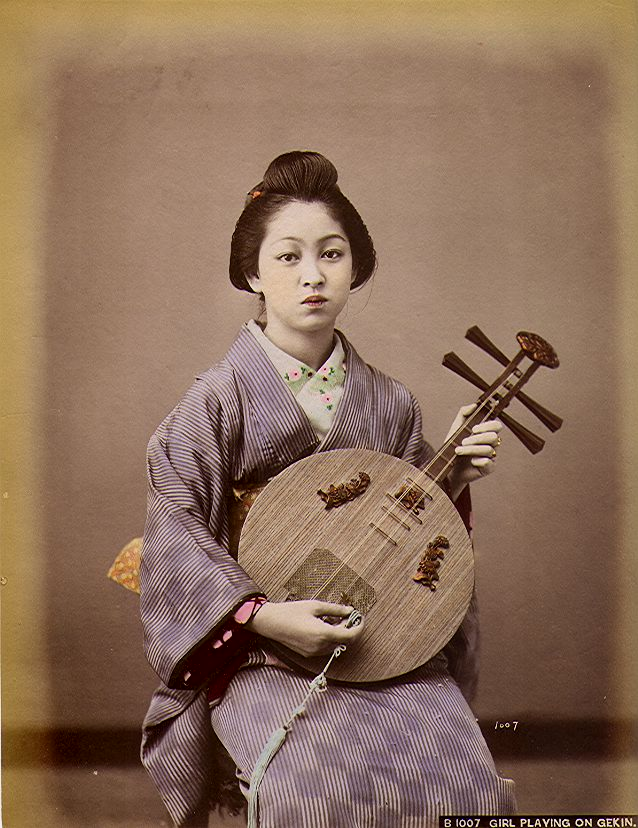
Raimund von Stillfried: Japonská dívka hrající na gekin, cca 1890

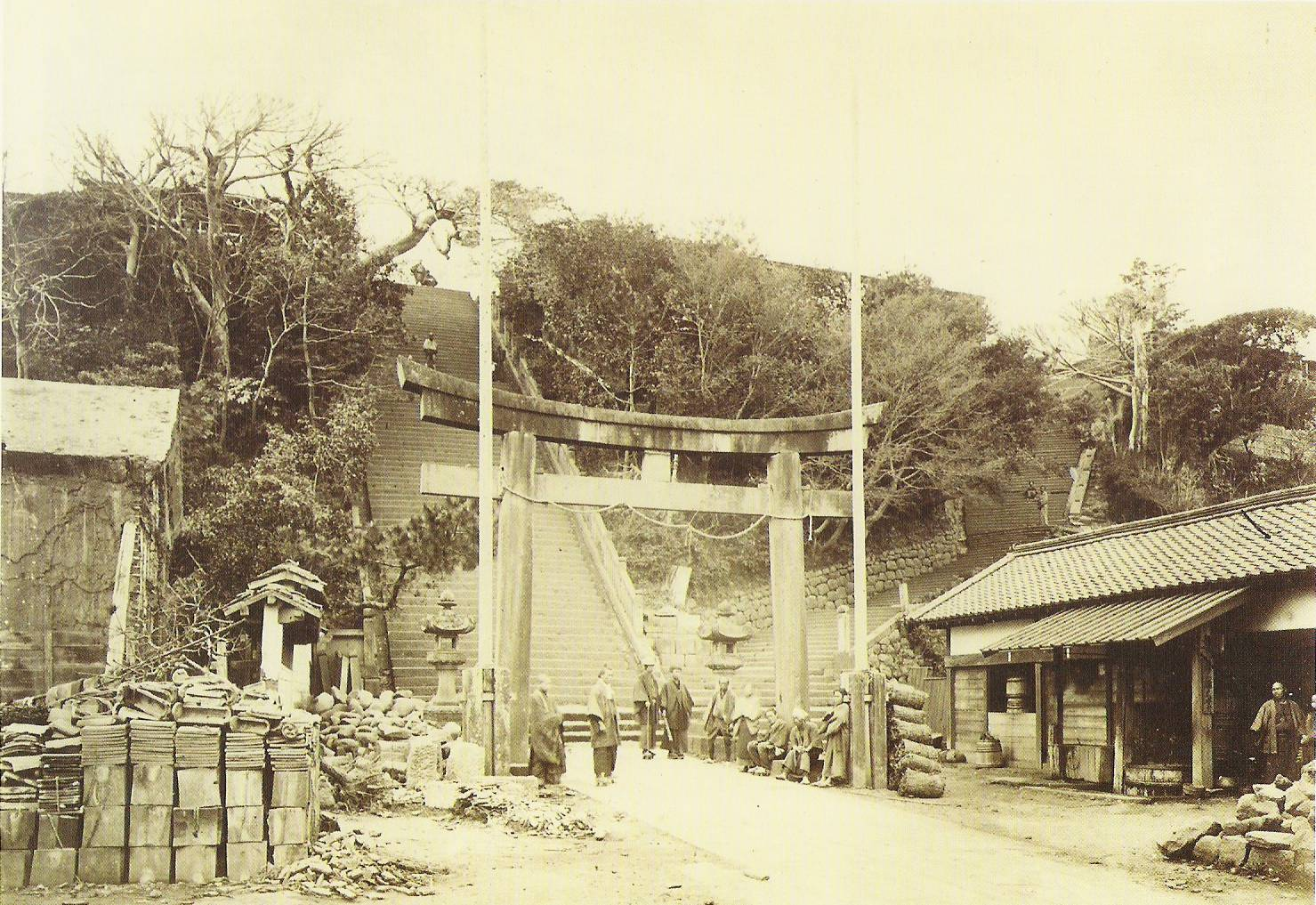
Strmé schodiště vedoucí ke svatyni Atago na východní straně pahorku Atago v Tokiu. Příkřejší schodiště je Otokozaka (mužský svah) s 86 schody a mírnější schodiště vpravo je Onnazaka (ženský svah) se 109 schody. Pod bránou torii stojí skupinka 9 statistů, budova vpravo je čajovna. Kolem roku 1872. Fotografie pochází z Námořního deníku Erwina Dubského.

Baron Raimund Stillfried von Rathenitz (6. srpna 1839 Chomutov – 12. srpna 1911 Vídeň) byl český šlechtic z rodu Stillfreidů z Ratenic. Působil jako rakouský úředník, malíř a fotograf narozený v Čechách. Mezi jeho motivy patří zejména portréty, krajiny a typické stavby japonské architektury. Jako náměty pro svá díla si vybíral veduty známých míst nebo se věnoval studiovým záběrům představujícím místní tradice i lidské typy.

## Životopis
Jeho rodiče byli August Wilhelm Freiherr Stillfried von Rathenitz (1806–1897) a Maria Anna Johanna Theresia Walburge hraběnka rodu Clam-Martiniců (1802–1874).
Stillfried dobrovolně v roce 1863 odešel z Rakousko-uherské armády, aby uskutečnil cesty do Číny, Severní Ameriky a Japonské říše. V Japonsku se dlouhodobě zdržel v Jokohamě, kde začal pracovat jako fotograf. Je velmi pravděpodobné, že absolvoval lekce u anglo-benátského fotografa Felice Beata. V 70. letech 19. století se Stillfried stal jedním z předních fotografů v Japonsku. Proslavil se svými portréty, které se velmi podobaly těm Beatovým, produkoval celou řadu různých fotografických žánrů včetně krajinářské fotografie. Záběry pečlivě připravoval, aranžoval žánrové scény s lidmi z jiných kultur, a následně prodával na evropském trhu jako suvenýry těm, kteří si chtěli udělat představu o cestování do neznámých oblastí. Snímky jsou technicky velmi dobře zhotovené a později se staly vzácnou cenností. Jejich typickým znakem je ruční kolorování, ostatně to je typické také pro Beata, ale také pro celou další řadu tehdejších fotografů na východě, například Adolfa Farsariho nebo Kusakabe Kimbeie.
V roce 1878 byl Stillfried zvolen za člena rady státní tiskárny v Tokiu, navíc se stal c. k. dvorním fotografem, když se v roce 1883 vrátil do Vídně.
Přibližně 80. léta v japonské fotografii byla mezníkem, kdy začalo tvořit více japonských fotografů, například Ogawa Kazumasa (1860–1929), Adolfo Farsari (1841–1898), Raimund von Stillfried (1839–1911), Kusakabe Kimbei (1841–1934), Šiniči Suzuki I (鈴木 真; 1835–1918) nebo Tamamura Kozaburó (玉村 康三郎; 1856–1923?). Přiřazení autorství fotografií autorovi nebo jeho studiu jen podle názvu se ukázalo jako obtížné. Je to částečně způsobeno vzájemným získáváním negativů mezi fotografy, a skutečností, že lidé kupující tyto fotografické suvenýry je sháněli často z různých ateliérů a pak je vkládali do společného alba. Například portrét Dcery úředníka se připisuje zároveň Adolfu Farsarimu, Kusakabe Kimbeiovi i Raimundovi von Stillfriedovi.

## Sbírka Erwina Dubského
Několik jeho fotografií zakoupil hrabě Erwin Dubský a zařadil je do svého souboru fotografií, který nashromáždil na cestě kolem světa v letech 1874–76 na zámku v Lysicích na jižní Moravě. Jeho sbírka čítá devět alb s více než 500 fotografiemi z různých zemí.
| „                | Fotografie představují Japonsko sedmdesátých let 19. století, kdy do Japonska připlouvali první Evropané a kdy se v Japonsku začínal rozvíjet také fotografický průmysl – nové médium, které zpodobovalo Japonsko tak, jak si by si ho poté představovali jeho návštěvníci. Japonsko se otevřelo světu v roce 1854. Za dvacet let vznikl obrovský rozmach zájmu o japonská fotoalba, která zpodobovala nejen staré Japonsko a jeho památky a podobně, ale také japonské zvyky, portréty japonských krasavic a samurajů. | “ |
| — Filip Suchomel | |   |

## Galerie

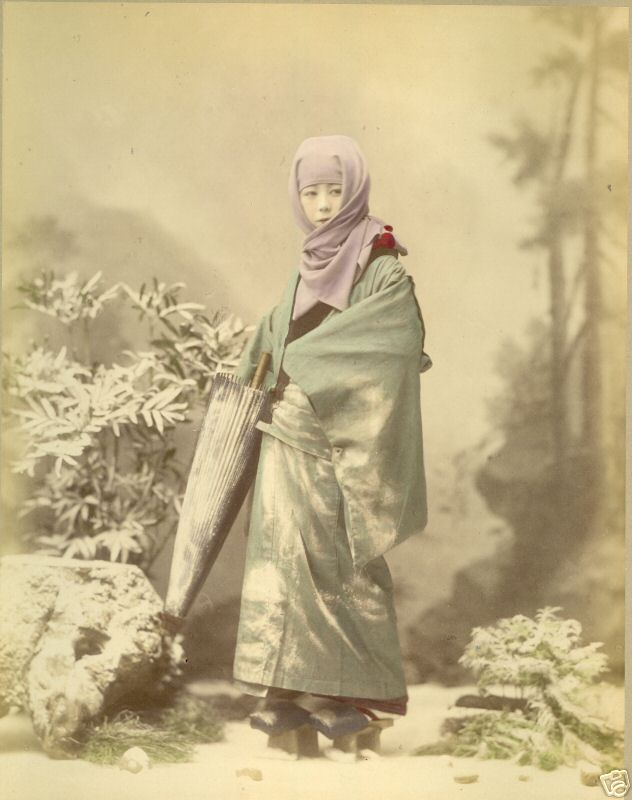
Raimund von Stillfried: Gejša v zimním kostýmu, albuminový tisk, cca 1885.
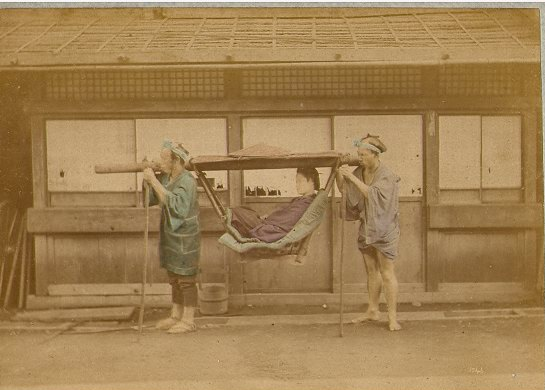
Japonská žena v kago.
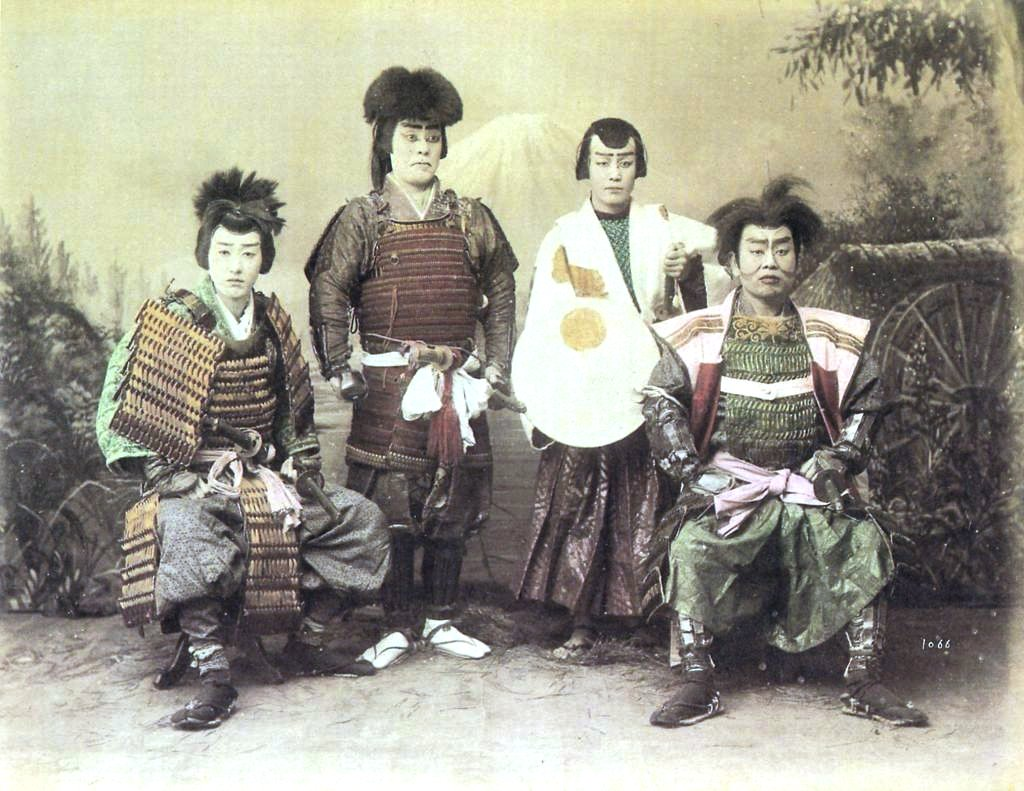
Herci kabuki oblečení jako samurajové, 1880.
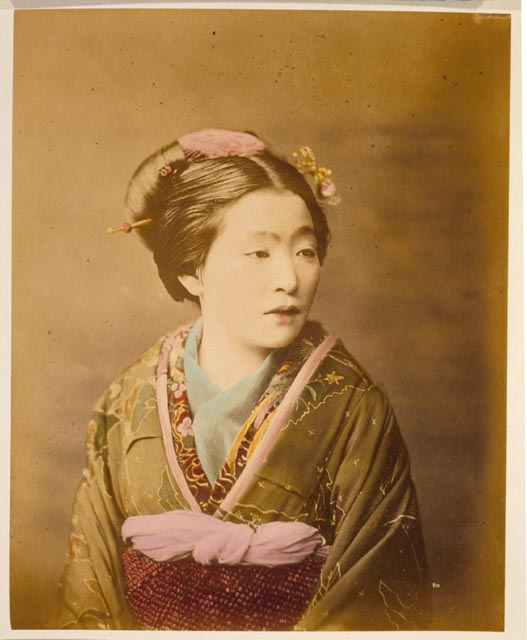
Japonská žena v kimonu, cca 1870, z knihy Views and Costumes of Japan, Yokohama, cca 1877.
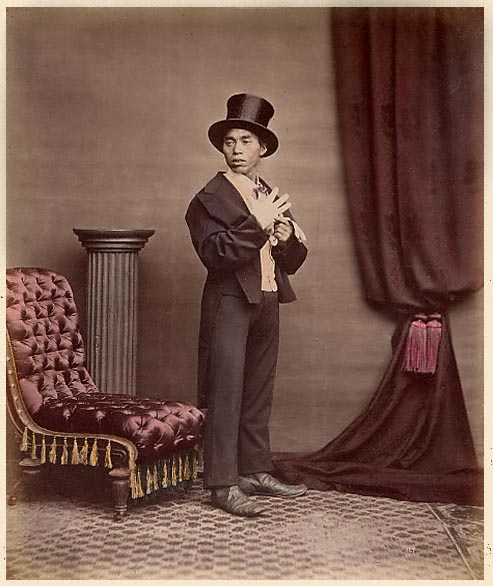
Japonský gentleman oblečený v západním oděvu.
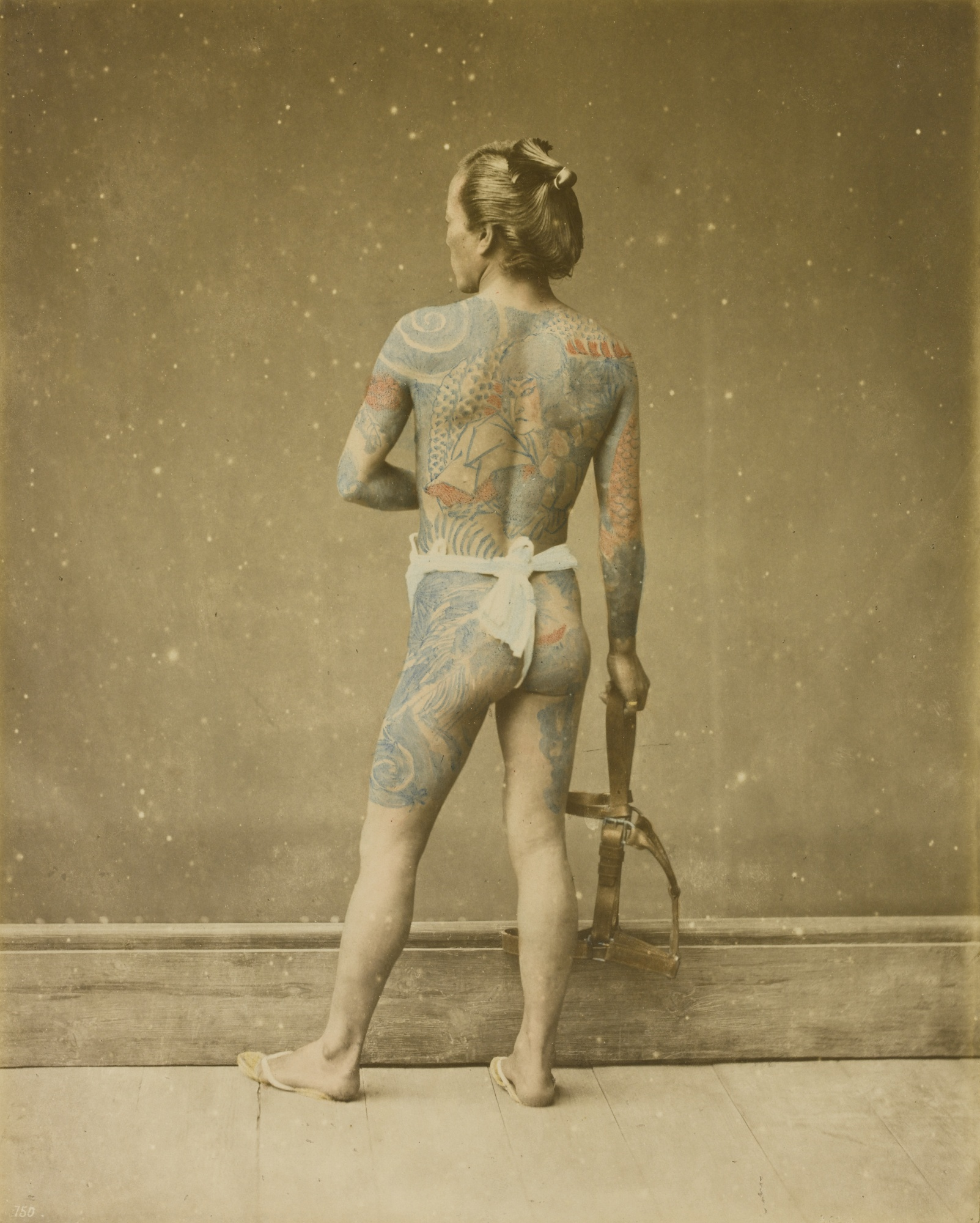
Japonský muž s tetováním irezumi.
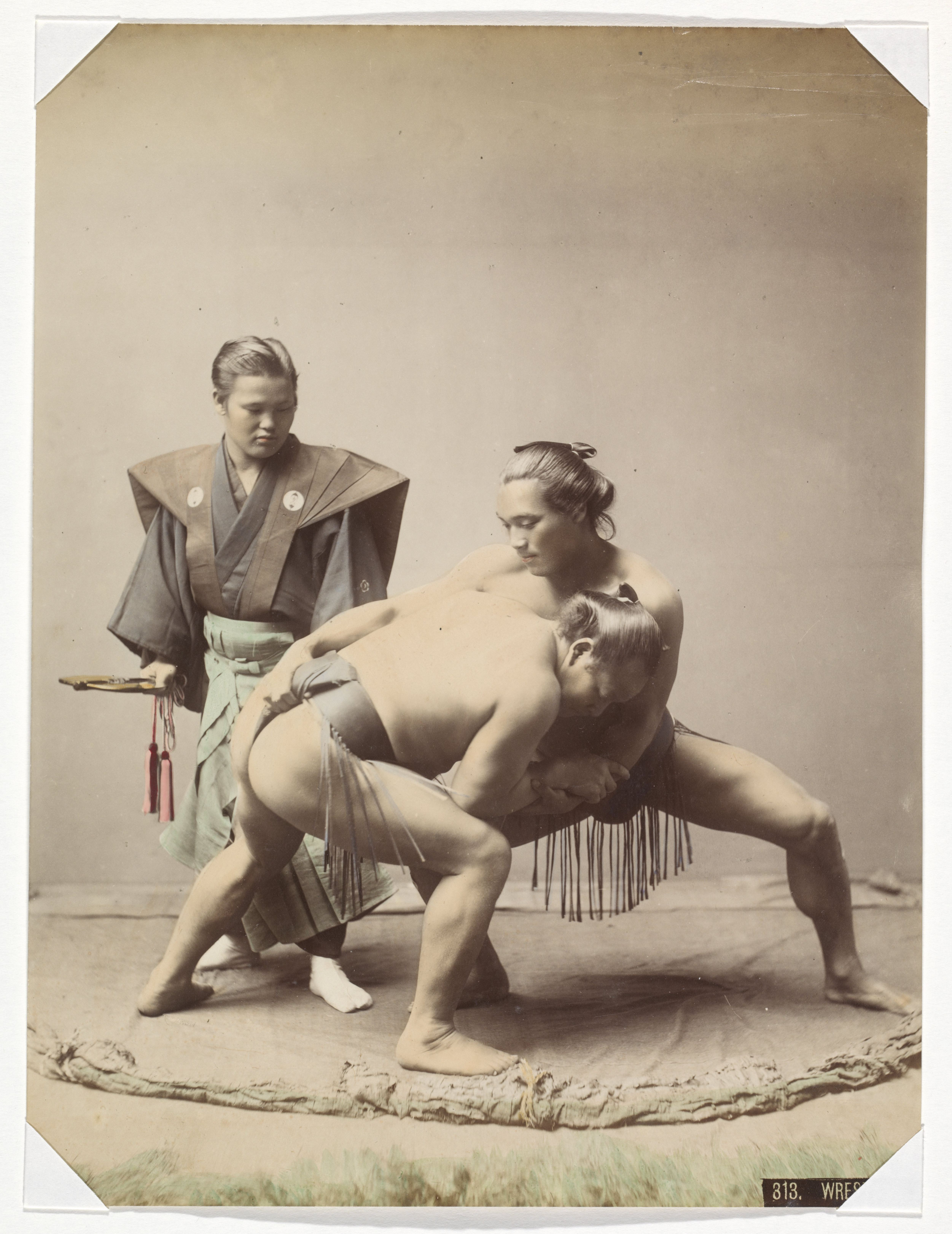
Zápasníci sumó.